# Mario Zampi
Mario Zampi (Sora, 1º novembre 1903 – Londra, 2 dicembre 1963) è stato un regista e produttore cinematografico italiano.

## Biografia
Emigrato con la famiglia negli anni trenta in Gran Bretagna, iniziò a lavorare al montaggio a Londra per la Warner Bros.
Nel 1937 fondò con Filippo Del Giudice la casa di produzione Two Cities Films, per la quale produsse due film di Anthony Asquith (French Without Tears e Freedom Radio). 
Insieme a molti altri italiani residenti in Gran Bretagna, nel corso della Seconda Guerra mondiale fu arrestato e destinato alla deportazione in un campo di prigionia canadese. Imbarcato sull'Aranova Star, sopravvisse al suo affondamento ad opera di un U-boot tedesco il 2 luglio 1940. Nel dopoguerra si dedicò soprattutto alle commedie, sia come regista che produttore.
Diresse anche alcuni film in Italia: Ho scelto l'amore (1953) con Renato Rascel e Marisa Pavan e Cinque ore in contanti (1960).
Morì a Londra nel 1963.

## Filmografia

### Produzione e regia
- 13 Men and a Gun (1938)
- Spy for a Day (1940)
- The Phantom Shot (1947)
- The Fatal Night (1948)
- Come Dance with Me (1950)
- Shadow of the Past (1950)
- Risate in paradiso (Laughter in Paradise) (1951)
- Zitto e... mosca (Top Secret) (1952)
- L'eredità di un uomo tranquillo (Happy Ever After) (1954)
- Quando l'amore è poesia (Now and Forever) (1956)
- La verità... quasi nuda (The Naked Truth) (1957)
- La signora non è da squartare (Too Many Crooks) (1959)
- Guerra fredda e pace calda (Bottoms Up) (1960)
- Cinque ore in contanti (1961)

### Regia
- Ho scelto l'amore (1953)

### Produzione
- Il francese senza lacrime (French Without Tears) (1940)
- Freedom Radio (1941)
- Third Time Lucky (1949)
- The Happiest Days of Your Life (1950)